# Al Attles

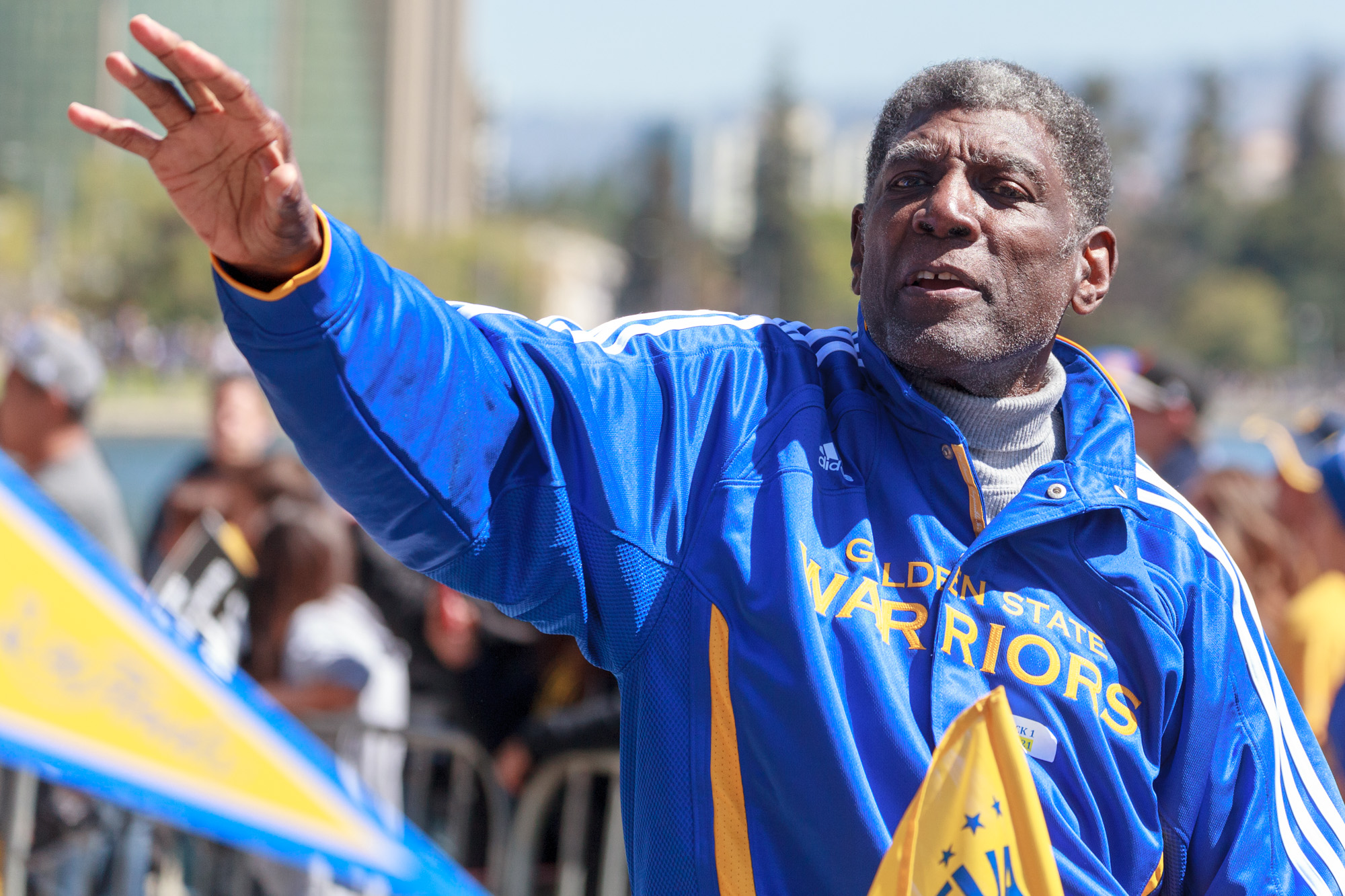
Attles podczas zwycięskiej parady Golden State Warriors (19 czerwca 2015)

Alvin Austin Attles Jr. (ur. 7 listopada 1936 w Newark, zm. 20 sierpnia 2024) – amerykański koszykarz, występujący na pozycji rozgrywającego, po zakończeniu kariery zawodniczej trener koszykarski.

## Osiągnięcia
NCAA
- Uczestnik NCAA Division II Final Four (1959 – 3. miejsce)

NBA
- 2-krotny wicemistrz NBA (1964, 1967)[2]
- Klub Golden State Warriors zastrzegł należący do niego numer 16[3]

Trenerskie
- Mistrz NBA (1975)[2]
- 2-krotny asystent trener podczas meczu gwiazd NBA (1975, 1976)[4][5]
- 2-krotny trener drużyn podczas NBA Rookie Challenge (1995, 2000)[6][7]
- Trener drużyny Zachodu podczas meczu gwiazd Legend NBA (1987)[8]

Inne
- Zaliczony do Galerii Sław Koszykówki im. Jamesa Naismitha (2019)[9]